# Ulrich Kasparick
Ulrich Kasparick (* 25. Oktober 1957 in Dahme) ist ein deutscher Pfarrer und ehemaliger Politiker (ehemals SPD). Er war von 2004 bis 2005 Parlamentarischer Staatssekretär bei der Bundesministerin für Bildung und Forschung. Zwischen 2005 und 2009 war er in gleicher Funktion beim Bundesminister für Verkehr, Bau und Stadtentwicklung.

## Leben und Beruf
Nach dem Besuch der Polytechnischen Oberschule (POS) in Stendal leistete Kasparick von 1974 bis 1975 ein praktisches Jahr im Johanniterkrankenhaus in Stendal ab. Er besuchte dann das kirchliche Proseminar in Naumburg und bestand hier 1978 das Abitur. Danach absolvierte er ein Studium der Theologie in Jena und Leipzig, das er 1982 mit dem ersten und 1983 mit dem zweiten theologischen Examen beendete. Er arbeitete im Anschluss daran als Stadtjugendpfarrer in Jena und wechselte 1989 nach Berlin. 
Von 1990 bis 1991 war er Geschäftsführer des Vereins für Politische Bildung und Soziale Demokratie e. V. Ab 1991 war er stellvertretender Leiter des Landesbüros Brandenburg der Friedrich-Ebert-Stiftung, bis er von 1992 bis 1998 das Landesbüro Sachsen-Anhalt leitete.
Ulrich Kasparick arbeitete von 2011 bis Herbst 2017 als Pfarrer in der Gemeinde Hetzdorf in der Uckermark.
Im Juli 2019 drückte er in einem Interview seine Empörung darüber aus, dass der „frühere Systemvertreter“ Gregor Gysi bei einem Gedenkkonzert zu 30 Jahren Mauerfall die Leipziger Festrede halten sollte, die „gesellschaftliche Vergesslichkeit“ nehme unglaubliche Ausmaße an.
Er ist verheiratet und hat einen Sohn.

## Partei
Kasparick ist seit 1989 mit einer Unterbrechung Mitglied der SPD (zunächst SDP der DDR). Seit 1997 war er Mitglied im SPD-Kreisvorstand von Schönebeck; von 2008 an war er Mitglied im Landesverband Berlin. 
Im Zuge der Affäre um den früheren Berliner Senator Thilo Sarrazin, dessen Parteiausschluss er forderte, trat Kasparick am 26. April 2011 aus der SPD aus, nach Sarrazins Austritt wieder ein.

## Abgeordneter
Von 1998 bis 2009 war er Mitglied des Deutschen Bundestages, dort von 1998 bis 2004 stellvertretender Sprecher der Arbeitsgruppe „Bildung und Forschung“ der SPD-Bundestagsfraktion und ab 2002 Mitglied der Enquete-Kommission Nachhaltige Energieversorgung in Zeiten von Globalisierung und Liberalisierung. 
Ulrich Kasparick ist 1998 als direkt gewählter Abgeordneter des Wahlkreises Magdeburg – Schönebeck – Wanzleben – Staßfurt und seit 2002 des Wahlkreises Börde in den Bundestag eingezogen. Bei der Bundestagswahl 2005 erreichte er hier 36,4 % der Erststimmen. 2009 trat Kasparick, laut eigener Aussage aufgrund einer zu hohen Belastung, nicht mehr zur Bundestagswahl an und schied aus dem Bundestag aus.

## Öffentliche Ämter
Am 1. Juli 2004 wurde er als Parlamentarischer Staatssekretär bei der Bundesministerin für Bildung und Forschung in die von Bundeskanzler Gerhard Schröder geführte Bundesregierung (Kabinett Schröder II) berufen. Nach Bildung der Großen Koalition unter Bundeskanzlerin Angela Merkel (Kabinett Merkel I) wechselte er am 22. November 2005 in gleicher Funktion zum Bundesminister für Verkehr, Bau und Stadtentwicklung. Nach der Bundestagswahl 2009 und dem folgenden Regierungswechsel schied Kasparick im Oktober 2009 aus dem Amt. 

## Werke
- Notbremse – Ein Politjunkie entdeckt die Stille. Gütersloher Verlagshaus, Gütersloh 2010, ISBN 978-3-579-06768-1.
- Theas Stein – 10 Kapitel über Familie Jacoby; eine Familiengeschichte aus der Uckermark. Schibri-Verlag, Milow 2015, ISBN 978-3-86863-154-8.
- „… denn sie hatten sonst keinen Raum in der Herberge“ – Uckermärker erzählen von Weihnachten. Schibri-Verlag, Milow 2017, ISBN 978-3-86863-188-3

Kasparick veröffentlichte außerdem mehrere Bücher im Selbstverlag, darunter Der Darß zwischen 1933 und 1945 (2019), Begonien im Frost. Reisenotizen aus Nordkorea (2020) und Franz Mueller-Darss, SS-Generalmajor (2022).